# Radio Trst A
Radio Trst A je državna radijska postaja, ki deluje v okviru deželnega sedeža italijanske radiotelevizije RAI za območje Furlanije Julijske krajine s sedežem v Trstu. Oddaja izključno v slovenščini.

## Zgodovina
Tržaška radijska postaja z imenom Radio Trieste - Radio Trst je bila ustanovljena leta 1931. Med nemško okupacijo (1943-1945) se je imenovala Radio Küstenland - Radio Litorale Adriatico - Primorski radio in je oddajala v nemščini, italijanščini in slovenščini. Po partizanski osvoboditvi maja 1945 je postala Radio Trieste Libera - Radio Svobodni Trst in je s tem imenom prešla pod zavezniško vojaško upravo. Po enem letu oddajanja italijanskih in slovenskih oddaj na istih frekvencah je bila ustanovljena samostojna slovenska postaja Radio Trst, ki je predvajala več oddaj lokalnega značaja in vse oddaje BBC in NBC, ki so bile na razpolago v italijanščini, slovenščini in hrvaščini. Ko je leta 1954 Trst ponovno postal del Italije, je radijski oddajnik pripadel državni mreži RAI. Postaja se je preimenovala v Radio Trst A, pri čemer črka A simbolizira cono A Svobodnega tržaškega ozemlja.
Poslušalce na obeh strane meje je radio Trst A svoj čas privabljal s kontaktnimi oddajami in strokovnimi kmetijskimi nasveti. Zaradi prokatoliške in antikomunistične usmeritve je bil trn v peti takratnim oblastem v Sloveniji.

## Oddajanje
Radio Trst A oddaja od ponedeljka do sobote od 6.58 do 19.35, ob nedeljah pa od 7.58 do 19.35. Izjemoma, predvsem ob božičnih oz. velikonočnih praznikih oddaja tudi dlje časa.
Na ultrakratkih valovih (FM) je sprejem Radia Trst A mogoč na slovenskih govornih področjih Furlanije Julijske krajine, delno tudi v obmejnih krajih Slovenije in Koroške; z oddajnikov: 
- Trst : Banovski hrib (103,9 MHz), Milje (98,6 MHz);
- Gorica : Vrh svetega Mihaela (98,3 MHz);
- Nadiške doline : Prapotno (94,2 MHz), Prešenjski hrib (96,1 MHz), Topolove (101,4 MHz), Grmek (99,5 MHz), Sovodnja (99,6 MHz), Podbonesec (97,8 MHz), Štupica (98,0 MHz);
- Terska dolina :  Bardo (99,0 MHz), Tipana (97,9 MHz), Plestišča (98,5 MHz);
- Rezija : Stavlica (100,3 MHz), Bila (97,1 MHz);
- Karnijske Alpe : Možac (101,9 MHz), Cesclans (98,5 MHz), Tolmeč (101,0 MHz), Tenchia (101,8 Mhz),
- Kanalska dolina : Svete Višarje (100,7 MHz), Breznik (99,9 MHz), Trbiž (98,4 MHz).

Preko satelita Hotbird 13F na frekvenci 10992 MHz V; oziroma na kanalu 642 satelitske platforme tivùsat.
Na spletni platformi RaiPlay Sound in na spletni strani Rai za Furlanijo Julijsko krajino.
Na srednjih valovih je bilo spremljanje radia Trst A možno na valovni dolžini 305,81 metra oziroma na frekvenci 981 kHz. Septembra 2022 je bil s strani RAI srednjevalovni oddajnik izklopljen.

## Spored
Oddaje Radia Trst A se večkrat spreminjajo, nekatere pa so stalnice v sporedu:
- informativni program: Jutranji radijski dnevnik (07.00*), Poročila in krajevna kronika (08.00), Poročila (10.00), Opoldanski radijski dnevnik (13.00), Poročila in deželna kronika (14.00), Poročila in kulturna kronika (17.00), Večerni radijski dnevnik (19.00)
- Koledar (07.20*): oddaja z dogodki, ki so se zgodili na tekoči - današnji dan
- Dobro jutro, pravljica, napovednik (od ponedeljka do sobote ob 07.30): srečanje s pravljico za otroke, pregled dnevnega sporeda oddaj in narodno-zabavna glasba
- Začnimo skupaj (ponedeljek ob 08.10): oddaja, ki predstavlja oddaje deželnega sedeža RAI za Furlanijo - Julijsko krajino za prihajajoči teden)
- Skupaj zmoremo (ponedeljek ob 09.00): športna oddaja
- Pogovori o glasbi (ponedeljek ob 10.10): glasbena oddaja
- Studio D (od ponedeljka do petka ob 11.00 ter v soboto ob 11.15): oddaja o okoljskih in kulturnih posebnostih Furlanije Julijske krajine ter o družbenih in gospodarskih problemih in drugih aktualnih ter poljudnih vprašanjih
- Napovednik (ob 13.20 in 19.20)
- Kmetijski tednik (ponedeljek ob 13.30; ponovitev v nedeljo ob 08.30), oddaja o kmetijstvu
- Primorski obzornik (ponedeljek ob 14.10)
- Mladi val (od ponedeljka do petka ob 15.00, v soboto ob 15.30)
- Odprta knjiga (od ponedeljka do petka od 17.30): oddaja, v kateri lahko poslušalci prisluhnejo branju knjig
- Hevreka (ponedeljek ob 18.00, ponovitev v torek ob 10.10): oddaja o znanosti
- Slovenska lahka glasba (19.25)
- Radioaktivni val (od torka do četrtka ob 08.10, v petek ob 08.30), oddaja z dobro mero smeha in ironije
- Glasba po željah (torek, četrtek, sobota in nedelja ob 13.25): oddaja v živo s čestitkami in pozdravi poslušalcev ter glasbo
- Otroški kotiček (torek in petek ob 14.20): oddaja za otroke
- Goriški izobraženci skozi zgodovino (torek ob 18.00, ponovitev v sredo ob 10.10)
- Iz domače zakladnice (sreda ob 13.25, ponovitev v nedeljo ob 10.15): oddaja z narodno-zabavno glasbo
- Evropa za romantike (sreda ob 14.10)
- Glasbeni magazin (sreda ob 18.00, ponovitev v četrtek ob 10.10)
- Z goriške scene (četrtek ob 14.10, ponovitev v nedeljo ob 15.30): oddaja o goriški pokrajini
- Kulturne diagonale (četrtek ob 18.00, ponovitev v petek ob 10.10): oddaja o kulturi
- Istrski kalejdoskop (petek ob 08.10)
- Zborovska glasba (petek ob 13.25)
- Kulturni dogodki (petek ob 18.00, ponovitev v soboto ob 08.10): oddaja o kulturnih dogodkih
- Pižama bar (sobota ob 09.00)
- Komorno popotovanje (sobota ob 10.10)
- Ta rozajanski glas (sobota ob 12.00): oddaja za beneške Slovence
- Nediški zvon (sobota ob 14.10): oddaja za Slovence v Reziji
- Vsevedneži (sobota ob 15.00): kviz za mladino, v katerem sodelujejo zamejski šolarji
- Jazz odtenki (sobota ob 17.10): oddaja o jazz glasbi
- Mala scena (sobota ob 18.00): najlepše radijske igre
- Nedeljska sveta maša (nedelja ob 09.00): neposredni prenos svetet maše iz župnije sv. Mohorja in Fortunata
- Pregled slovenskega tiska (nedelja ob 09.45): tedenski pregled slovenskega tiska v Italiji
- Nabožna glasba (nedelja ob 11.10): oddaja z versko glasbo
- Vera in naš čas (nedelja ob 11.40): verska oddaja
- Glasovi svetov (nedelja ob 12.00): oddaja, ki se pripravlja v sodelovanju s slovenskim sporedom ORF ter 3. programom Radia Slovenija (Ars); namenjena obveščanju poslušalcev v zamejstvu z dogodki iz osrednje Slovenije in poslušalcev v matični domovini z življenjem rojakov v Italiji in na avstrijskem Koroškem.
- Istrska srečanja (nedelja ob 14.10)
- Šport in glasba (nedelja ob 16.00), oddaja z glasbo ter neposrednimi izidi športnih tekem in tekmovanj slovenskih športnikov v Italiji
- Z naših prireditev (nedelja ob 17.30), neposredni prenosi in posnetki s prireditev zamejskih Slovencev

*ob nedeljah in praznikih z enournim zamikom